# アデン・マイネル

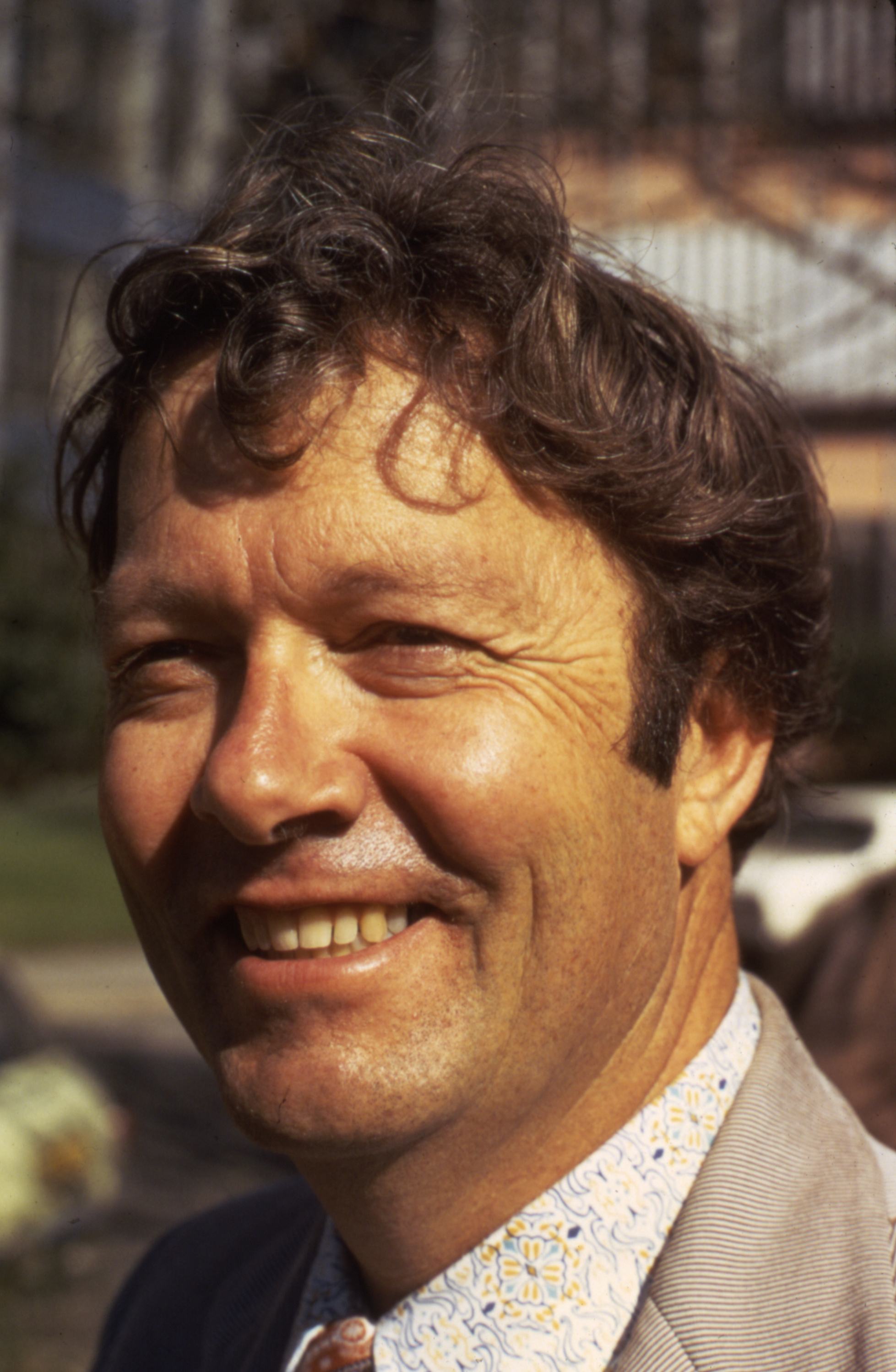
アデン・マイネル

アデン・マイネル（Aden B. Meinel、1922年11月25日 - 2011年10月3日）は、アメリカ合衆国の天文学者である。1993年にジェット推進研究所を退職した。また、アリゾナ大学光科学部の名誉教授でもある。主な研究分野は、上層大気物理学、ガラス工学、光学設計等である。

## 来歴
カリフォルニア州パサデナ出身。1949年にカリフォルニア大学バークレー校で博士号を取得した。学位論文は、A Spectrographic Study of the Night Sky and Aurora in the Near Infraredというタイトルであった。1972年にはアメリカ光学会の会長に選出された。小惑星(4065) マイネルは彼にちなむ。ネバダ州で死去。

## 望遠鏡
マイネルは、現役中にいくつかの大きな望遠鏡の設計や製造に携わった。
- 36インチ望遠鏡:マクドナルド天文台
- 36インチ望遠鏡と85インチ望遠鏡:キットピーク国立天文台
- 94インチ望遠鏡：スチュワード天文台
- 48インチ望遠鏡：オスマニア大学（インド）
- 186インチ望遠鏡：MMT 天文台
- 24インチ望遠鏡：国立中央大学（台湾）

## 主な論文
- The Near-Infrared Spectrum of the Night Sky and Aurora, Publications of the Astronomical Society of the Pacific, Vol. 60, No. 357, p. 373
- On the Spectrum of Lightning in the Venus Atmosphere, Publications of the Astronomical Society of the Pacific, Vol. 74, No. 439, p. 329
- Automatic Optical Designing for Astronomy, Publications of the Astronomical Society of the Pacific, Vol. 77, No. 455, p. 136
- Catalog of Emission Lines in Astrophysical Objects, Optical Sciences Center Technical Report 27, June 1968, 195 pp.
- Power for the People, McDonnell-Douglas Corporation, 1971, 280 pp. *LOC# TJ810.M44
- Applied Solar Energy: An Introduction, Addison-Wesley, 1976, 650 pp.
- Sunsets, Twilights, and Evenings Skies, Cambridge University Press, 1983, 163 pp.
- Telescope Structures - An Evolutionary Overview, Structural mechanics of optical systems II; Proceedings of the Meeting, Los Angeles, CA, Jan. 13-15, 1987, Society of Photo-Optical Instrumentation Engineers

## 受賞歴
- 1954年 - ヘレン・B・ワーナー賞（アメリカ天文学会）
- 1980年 - フレデリック・アイヴズメダル（アメリカ光学会）
- 1990年 - ジョージ・ファン・ビースブルック賞
- 1997年 - 国際光工学会ゴールドメダル

## 栄誉
- SPIE Meinel Commemorative Technical Conference 2003年9月22日